# Donato Guerra
Donato Guerra è un comune del Messico, situato nello stato di Messico.

## Onomaturgia
Fino al 1880 si è chiamato Malacatepec; poi è stato intitolato al generale Donato Guerra.